# Appeau
Pour l’article ayant un titre homophone, voir Apo.

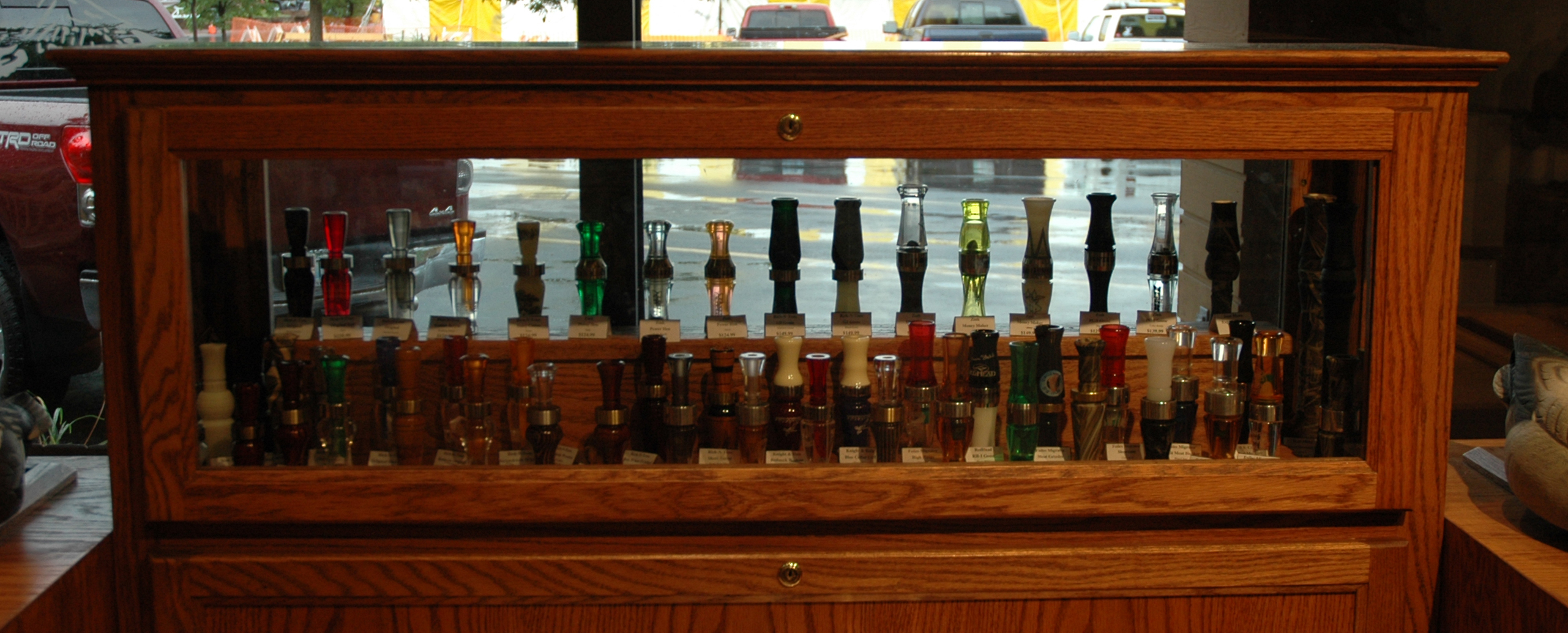
Collection d'appeaux à Springfield (Missouri - USA)

Un appeau est un instrument utilisé à la chasse pour produire un son ou un bruit particulier attirant les oiseaux ou le gibier. Il est aussi nommé chilet ou pipeau par déformation du fait de sa similitude de construction.

## Définition légale
Appeau, double lexical d'appel, peut aussi être désigné par le mot appelant. Dans le vocabulaire juridique français, un appelant peut avoir trois sens différents :
- Un appeau "instrument utilisé par l'homme pour attirer un animal par le bruit ou le son qu'il produit" ;
- Un appelant artificiel, ou blette, qui est "un objet imitant plus ou moins fidèlement l'aspect d'un animal" ;
- Un appelant vivant "animal vivant destiné à attirer un animal" pour le tuer, à la chasse, ou pour le capturer[1].

 qui ne concerne que la chasse à la palombe.

## Description
Un appeau est fabriqué en utilisant en premier lieu des éléments naturels tels des roseaux entaillés, des coquillages ou des noyaux divers. Il s'est généralisé auprès d'un public de plus en plus large d'amoureux de la nature, simples observateurs ou photographes. Il en existe une multitude, de tous types et de toutes formes, utilisant une organologie variée : sifflet de flûte ou sifflet annulaire, anche simple ou double, friction mécanique, etc.

## Fabrication

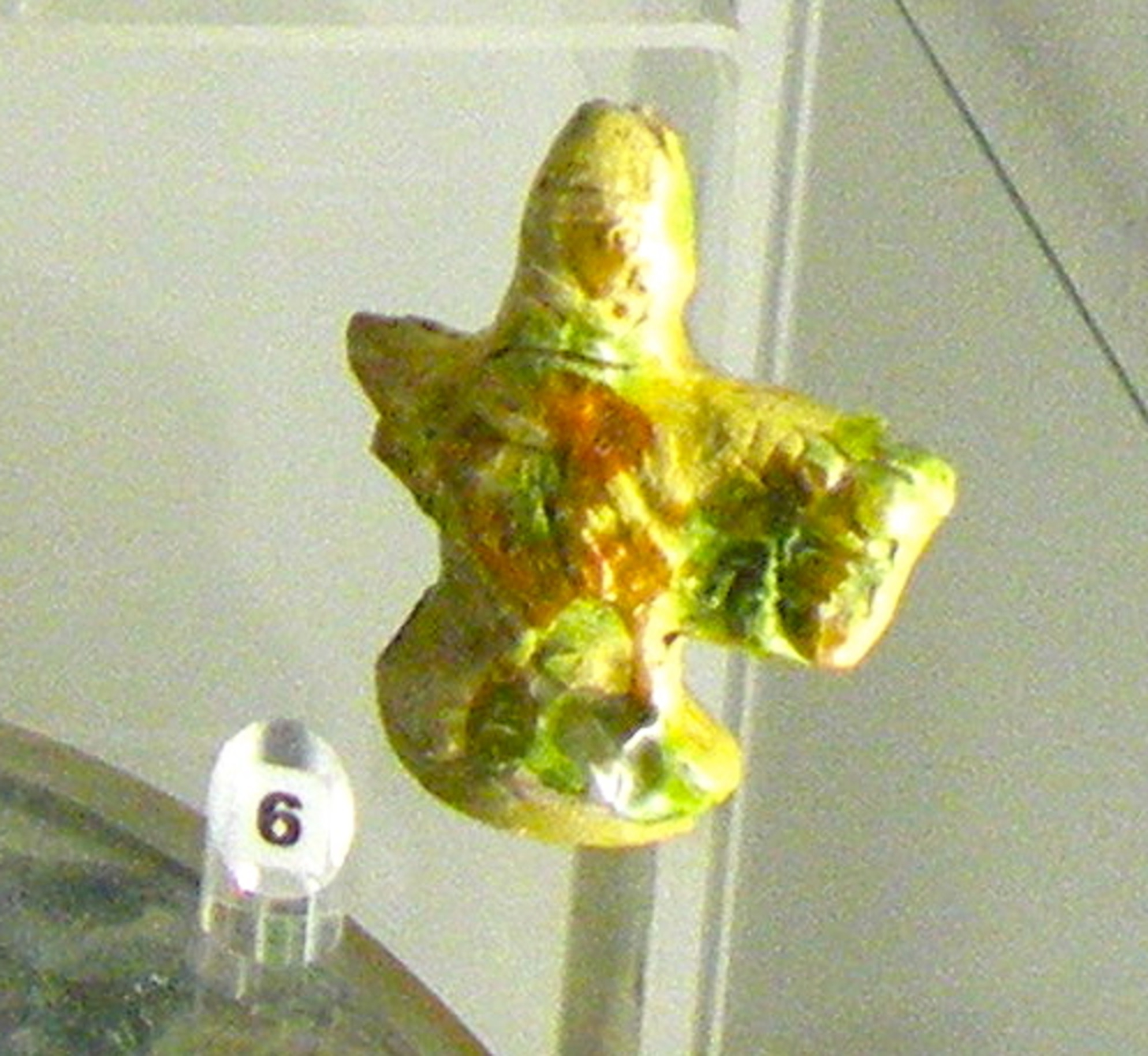
Appeau du XVIe siècle au musée départemental de Beauvais (Oise)

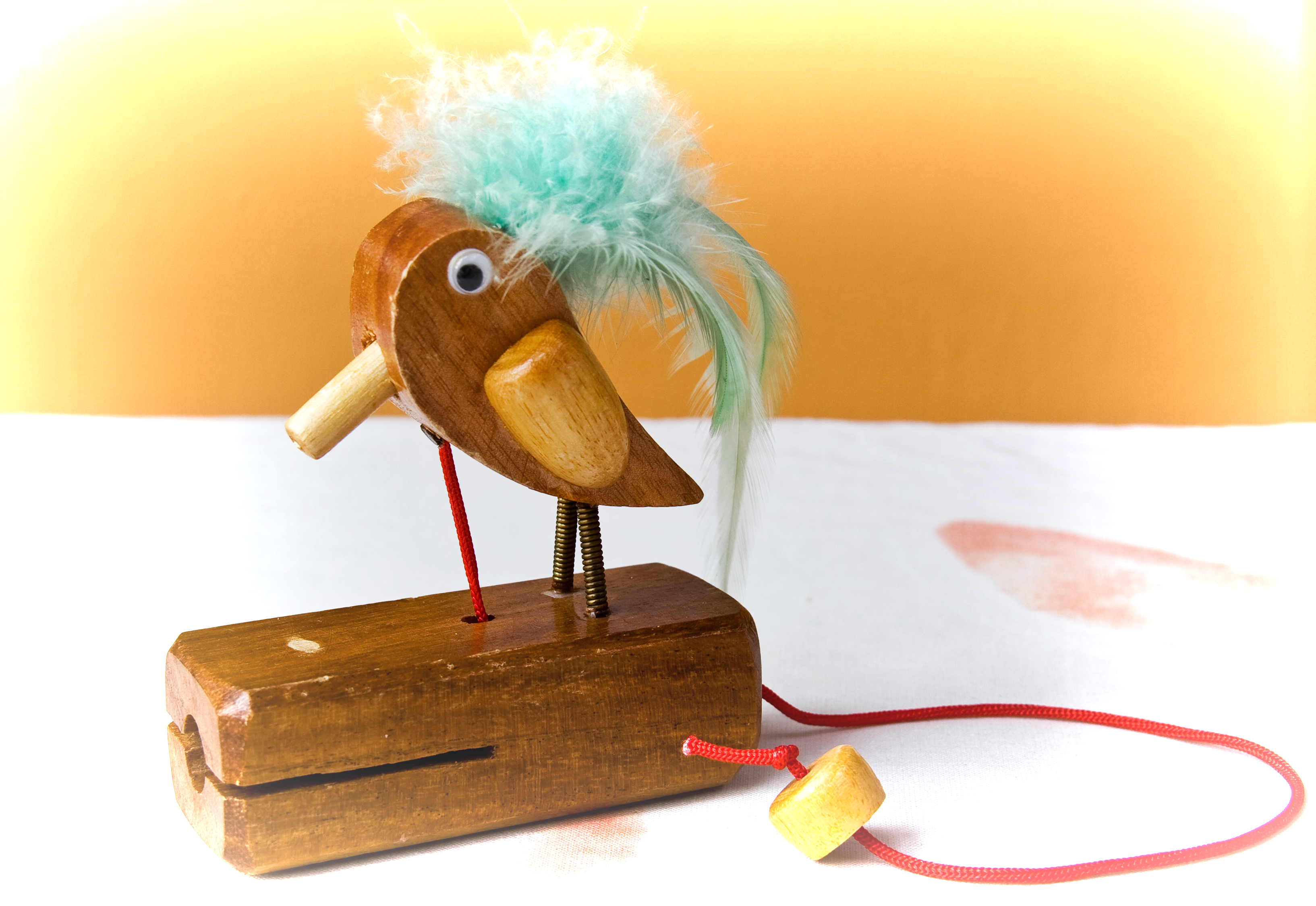
Appeau en bois utilisé en Bretagne comme appelant

Les tout premiers appeaux se fabriquaient avec des moyens modestes comme des noyaux d’olive, de cerise, des petits bouts de bois provenant de pommes de pin, d’écorce de pin, des extrémités de plumes d’oie ou de poule, de ridicules morceaux de fer en fil. L’ensemble était assemblé avec de la résine. Certains appeaux n’étaient qu’une vieille coquille d’escargot dans laquelle on creusait un petit trou bien rond, renforcé par du sparadrap. D’autres fois encore, un simple bout de roseau bien taillé, muni d’un trou et d’une anche bien lovée en faisait un appeau.
Mais tous ces objets aux composants naturels glanés dans la campagne avaient un défaut. Ils étaient vivants, un peu trop sensibles, à la moindre pluie, à l’approche d’une grande chaleur, dès que le temps variait, ils ne voulaient plus fonctionner. Souvent aussi, l’humidité dégagée par la bouche les rendait vite inutilisables.
Théodore Raymond, qui créa la première fabrique d’appeau artisanal au monde, a eu l'idée en 1868 de fabriquer des appeaux un peu plus sophistiqués et surtout plus solides. L'industrie du chilet était née. Il a réalisé ses premières productions au début de l’année 1868. Il avait juste 17 ans. Cette production confidentielle de prototypes était extrêmement réduite. Théodore passait la plus grande partie de son temps à chercher de nouveaux appeaux et à perfectionner ses instruments, laissant à plus tard la fabrication proprement dite.

## Fabricants d'appeaux en France

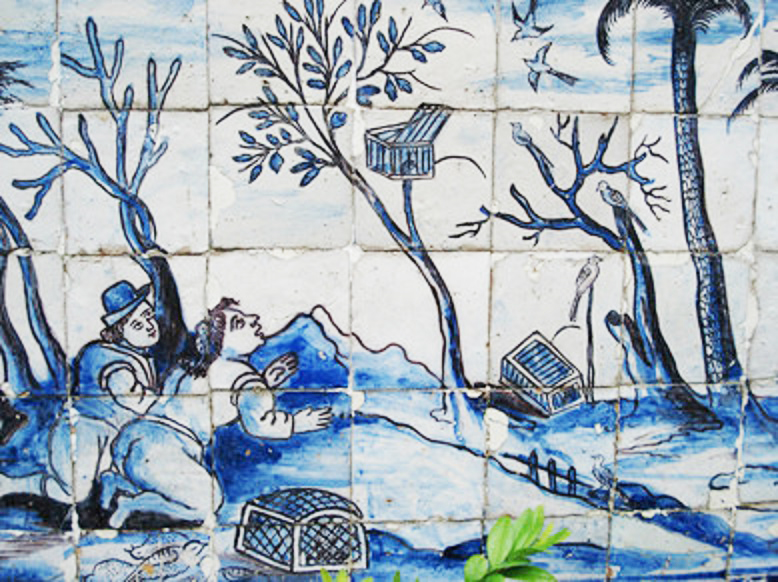
Chasse aux appelants en 1640

L'un d'eux se trouve à Carpentras. Son dirigeant Hélen Baud indique que c'est « le seul [fabricant] en France à fournir les grossistes » et qu'ils fabriquent en 2013 : « [...] environ 100 000 appeaux par an. Nous ne sommes que douze fabricants en Europe. ». Cette fabrique d'appeaux a été créée en 1868. Elle a été reprise par Jeannot Baud, le père d'Hélen, en 1956 et son fils lui a succédé en 1994. Les chercheurs du CNRS se sont penchés, en 1974 dans une vidéo d'une heure, sur les appeaux de Carpentras.
Les autres fabricants en France ne vendent qu'aux particuliers,,,.
Certains appeaux ne sont pas forcément destinés à la chasse et peuvent être vendus dans des « parcs animaliers ou des éco-musées ».
La chasse à la glu ou chasse aux appelants, qui consiste à prendre des oiseaux vivants, est très répandue sur l'ensemble des pays de l'Europe du Sud et principalement sur le pourtour de la Méditerranée.

## La chasse à la glu et à la cage pour appelant

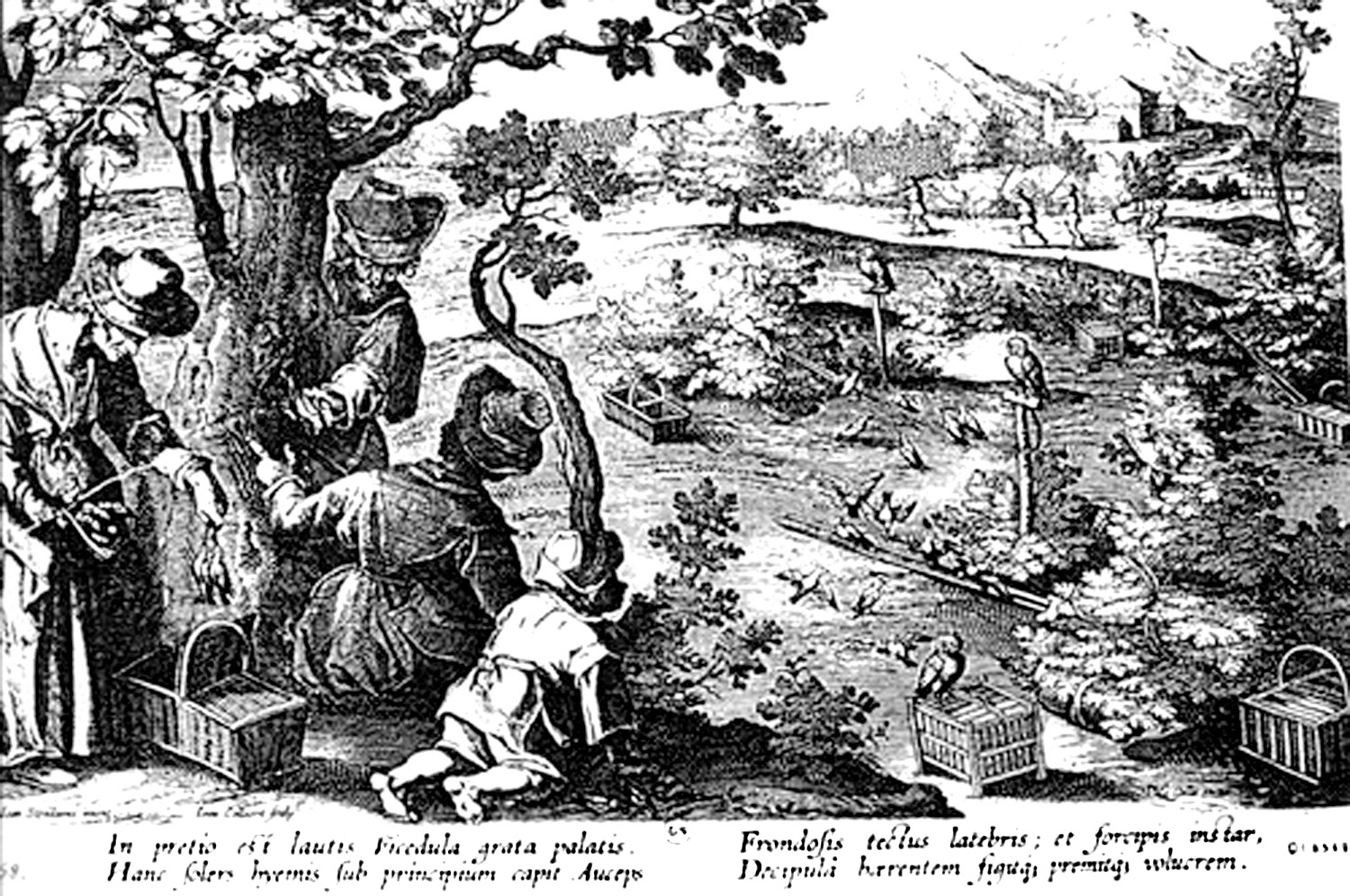
Chasse de la grive à la glu

La chasse à la glu consiste à capturer les grives sur des bâtonnets enduits de glu que l'on dispose à des emplacements bien précis. La pratique des gluaux est la plus vieille des chasses à la grive puisqu'elle remonte à l'Antiquité. Pour cette chasse aucune arme n'est utilisée et les grives sont capturées vivantes.
Des appelants (grives en cage) sont placés au pied de chaque gluau afin d'attirer leurs congénères. L'utilisation des appeaux (ou chilets) en complément est pratiquée couramment. Après leur capture, les oiseaux sont décollés (dévisqués) et toute espèce autre que la grive aussitôt relâchée.
La cage à grive appelant permet de transporter des appelants (grives vivantes) et de les placer sur le lieu de chasse. Elle est fabriquée avec des barreaux en bois de 5 millimètres de diamètre, généralement de l'osier. Elle possède un perchoir pour l'oiseau et son ouverture se fait par la face avant. Elle se décline en deux tailles, la moyenne (30 × 18 × 18 cm) et la grande (30 × 22 × 22 cm).

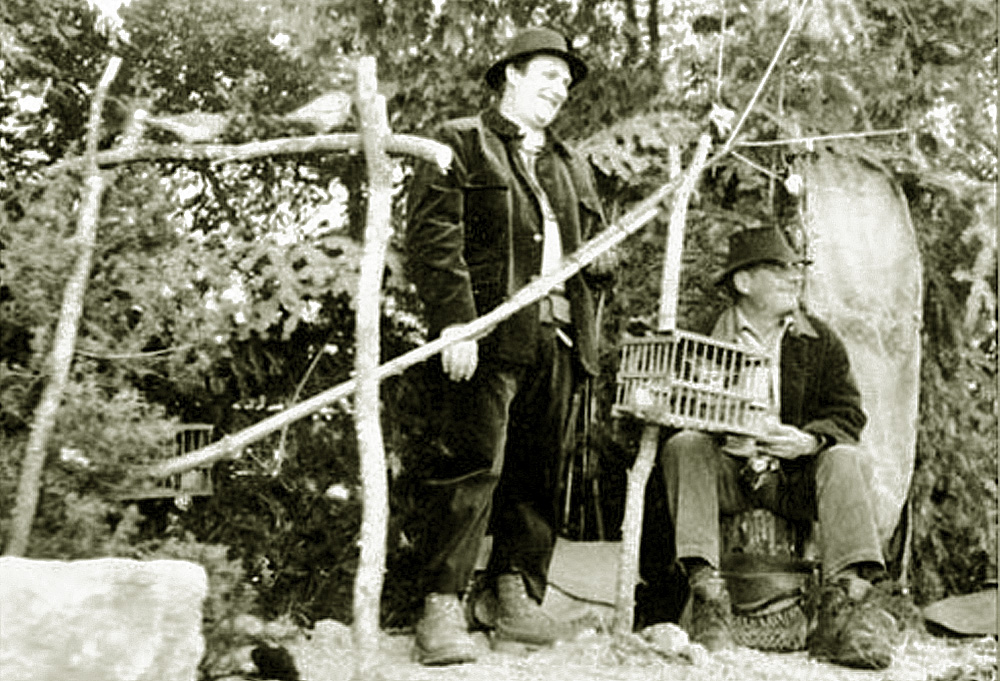
Cages d'appelant en Provence

Les grives ainsi capturées servent ensuite d'appelants. Cette chasse se pratique uniquement pendant la période de migration (octobre, novembre) et est encadrée par une législation très stricte (limitation dans le temps de la pratique, quantité et sélection d'oiseaux à capturer, hauteur de pose des gluaux, longueur et quantité de bâtonnets, distance de pose des baguettes bien déterminée).

## Pratique des appeaux aux États-Unis

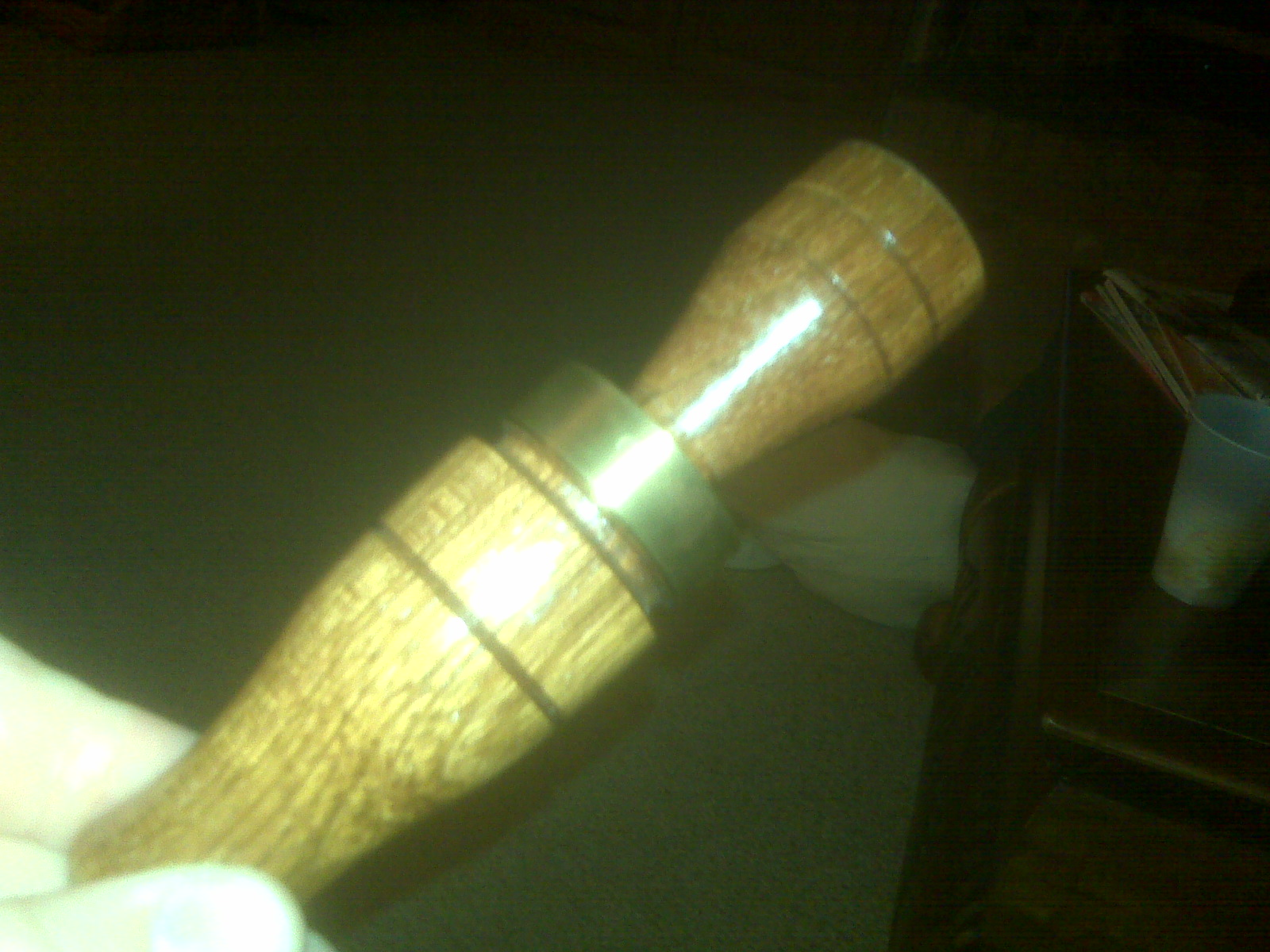
Appeau "duck call" pour canards du Reelfoot Lake (Tennessee - USA)

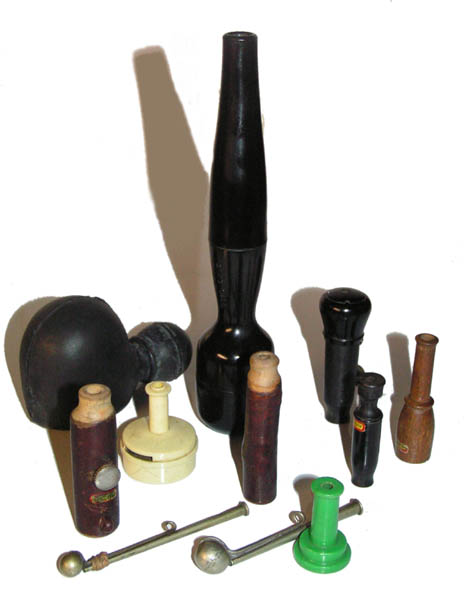
Différents appeaux "ducks call"

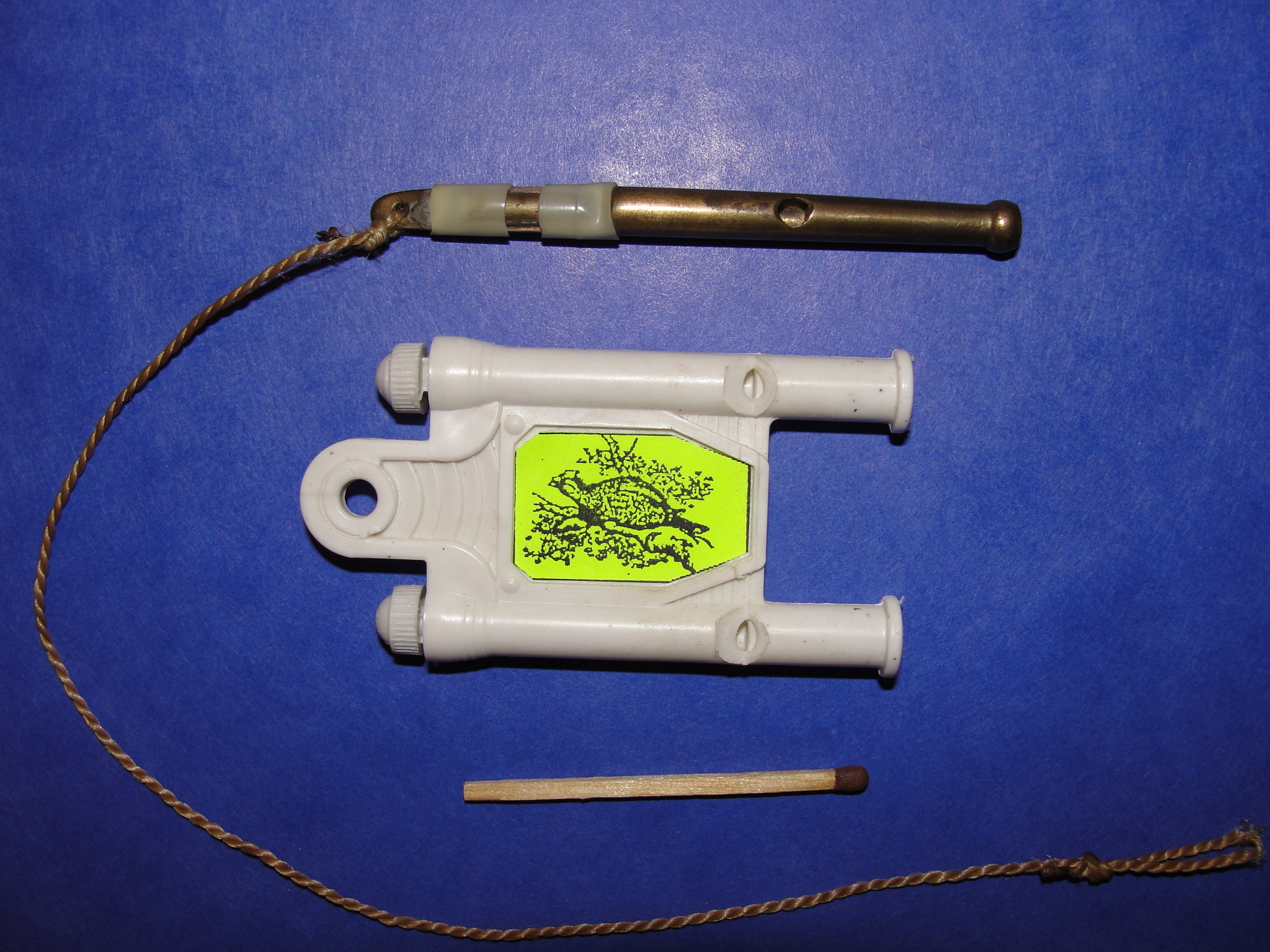
Appeau pour grouse

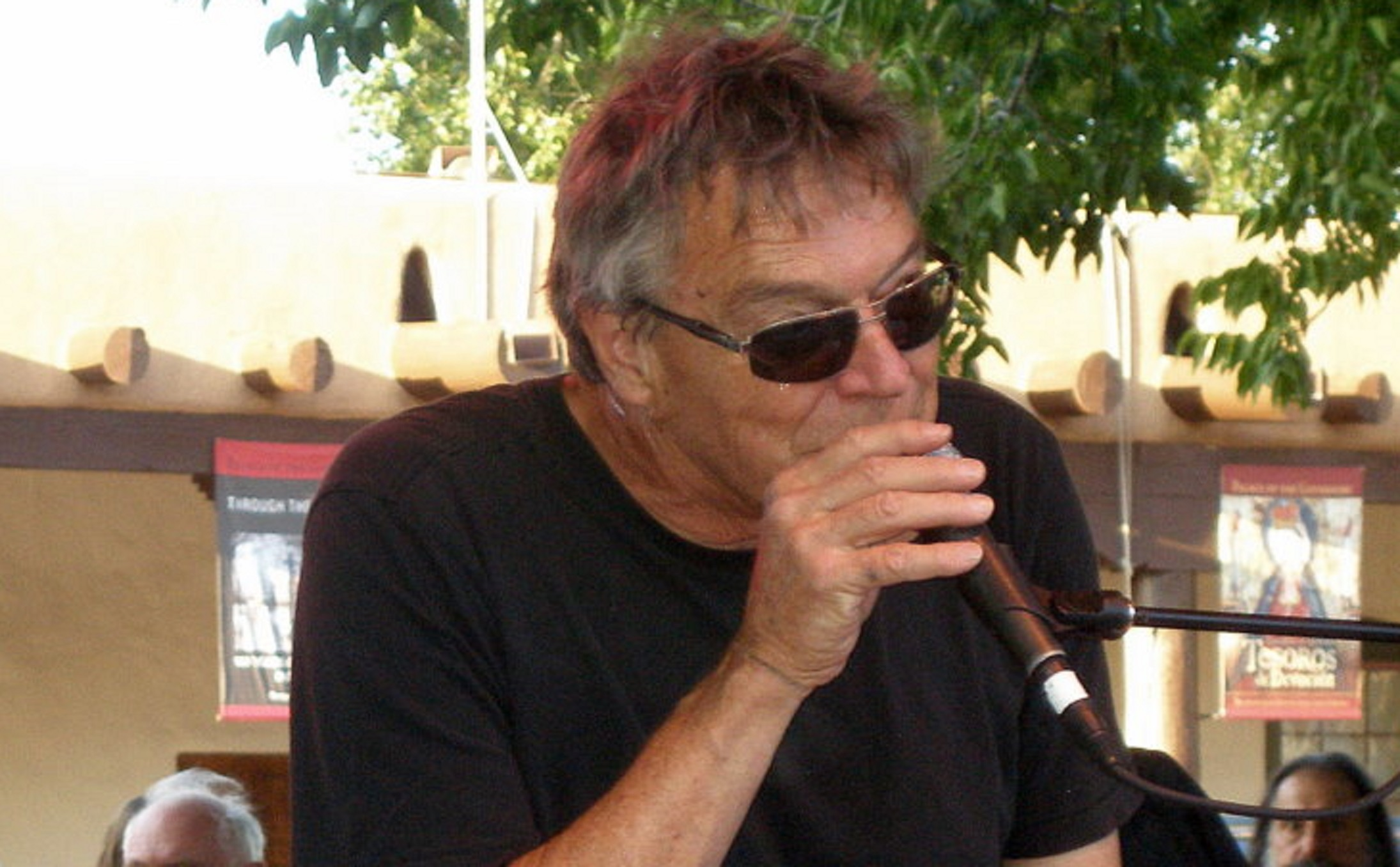
Démonstration avec un appeau "duck call"

Aux États-Unis, la première utilisation d'appeau (duck call) se fit pour le canard en 1678. Des chasseurs cherchèrent à améliorer l'ustensile à partir de 1850, comme Elam Fisher en 1870, et Fred Allen, en 1863. L'appeau d'Allen était métallique et avait l'inconvénient pendant l'hiver de geler les lèvres des chasseurs, il dut être refait en bois. Celui de Fisher était constitué de deux morceaux de bois courbé avec une anche métallique. Si Fred Allen fut le premier à commercialiser son appeau en 1880. David Fuller fut le premier à faire breveter le sien en 1885 et à mettre sur le marché un appeau oie/canard en 1903.
Entre 1900 et 1910, de nombreuses modifications apparaissent ainsi que de nouveaux matériaux pour remplacer le bois tels que le caoutchouc ou l'acrylique. Le marché est alors tenu par Phillip Sanford Olt de Perkin, société créée en 1904. Olt dépose un brevet en 1905 pour le premier appeau de tonalité réglable, la plupart des appeaux actuels utilisent encore cette technique. De 1920 à 1930 plusieurs nouveaux appeaux apparaissent avec des techniques pour produire différents types de sons. Dans les années 1950, Clarence et Dudley Faulk père et fils produisent des canards appelants en plastique et en bois. En 1950, le modèle D-2 Keyhole domine le marché. Il est amélioré avec le modèle D-2 Cutdown. En 1972, Phil Robertson commercialise son appeau, et fonde sa société en 1973. Son troisième fils, Willie Robertson transforme la société familiale en une entreprise qui va devenir un empire de plusieurs millions de dollars.
Outre-Atlantique, il y a actuellement plus de trois cents fabricants. Leur méthode de fabrication est très différente de celle utilisée en Europe. Toutes leurs pièces sont usinées en Chine seuls l’assemblage et les réglages sonores sont faits sur place. Tout chasseur, là-bas, mise sur ses appeaux. Ils lui coûtent entre 100 et 300 euros alors qu’en France cela va de 5 euros à 40 euros seulement.